# Piercebridge
Piercebridge är en ort och civil parish i kommunen Borough of Darlington. Den ligger i grevskapet Durham och riksdelen England, i den centrala delen av landet, 400 km norr om huvudstaden London. Piercebridge ligger 56 meter över havet och antalet invånare är 250. Närmaste större samhälle är Darlington, 8,1 km öster om Piercebridge. 